# Mojot svet
Mojot svet (Alfabeto macedónio: Мојот свет, tradução para português: O meu mundo) foi a canção macedónia no Festival Eurovisão da Canção 2007, cantado em búlgaro por Karolina Gočeva. 
Dado que a Macedónia não tinha terminado a edição anterior no top ten, a canção foi apresentada na semi-final. Aqui, foi a décima-oitava canção depois da canção de Portugal e antes da canção da Noruega. No final da votação, recebeu 197 pontos, ficando em 9.º lugar passando á final.
A referida canção foi interpretada em macedónio por Karolina Gočeva. Na final foi a sexta canção a ser interpretada na noite do festival, a seguir à canção da Finlândia e antes da canção da Eslovénia. Terminou a competição em 14.º lugar (entre 24 participantes) tendo recebido um total de 73 pontos.

## Letra
A canção é uma balada dramática. Ela é lida com o poder da música, declarando que "não tem religiões ou fronteiras/Meu mundo é oito notas/Uma alma dos Balcãs". No Concurso, Gočeva cantou a música com dois bailarinos executando vários ascensores atrás dela.